# 维尔纳·默尔德斯
维尔纳·默尔德尔斯（又譯維爾納·默爾德爾斯、威尔那·莫德士、威爾納·莫德士、维纳·莫德斯、维纳·莫德尔斯，1913年3月18日—1941年11月22日）是第二次世界大戰納粹德國空軍飛行員以及西班牙內戰中知名的戰鬥機王牌飛行員，為人類航空史上第一位取得100次空戰勝利者（即擊落100架在空戰中遭遇的敵機），並因其成就而被授予重勳，並協助德國空軍發展出新式戰鬥機戰術——四指隊形，後來他在未駕駛飛機的情況下，死於一場空難之中。

## 經歷
莫德士於1934年21歲時加入了德國空軍。1938年時，他以志願者的身份加入了兀鷹軍團，前往西班牙內戰幫助弗朗西斯科·佛朗哥將軍的國民軍陣營，並擊落了15架飛機。1939年，獲得西班牙鑽石佩劍金級十字勳章。二次大戰期間，莫德士雖在法國戰役以及不列顛空戰中喪失了2架僚機，但取得了擊落53架敵機的紀錄。莫德士取得了第68場勝利後，他連同所屬單位—第51戰鬥機聯隊（JG 51）為配合入侵蘇聯的巴巴羅薩作戰而於1941年6月被轉調至東線。1941年6月22日巴巴羅薩作戰第一天結束後，莫德士再度擊落了4架敵機，而一週後他超越了曼弗雷德·冯·里希特霍芬在1918年取得的80架紀錄。到了7月中，莫德士共已擊落了100架，獲得鑽石橡葉佩劍騎士鐵十字勳章。
納粹德國為了將莫德士用於宣傳，禁止其再從事危險的飛行出擊任務，將僅28歲的莫德士晉升為上校，並任命為德國空軍戰鬥機總監。1941年11月22日，於克里米亞視察德國空軍的莫德士受命前往柏林參加一戰王牌飛行員—恩斯特·烏德特的葬禮。在前往柏林的飛行旅程中，莫德士所搭乘的He 111遇上了暴風雨，同時飛機引擎也發生故障。雖然嘗試著陸，但飛機仍舊墜毀於布雷斯勞，莫德士與另外2人皆罹難。之後納粹德國的德意志國防軍與德意志聯邦共和國的德國聯邦國防軍以莫德士的名字命名了2支戰鬥機聯隊、1艘驅逐艦以及1個兵營。

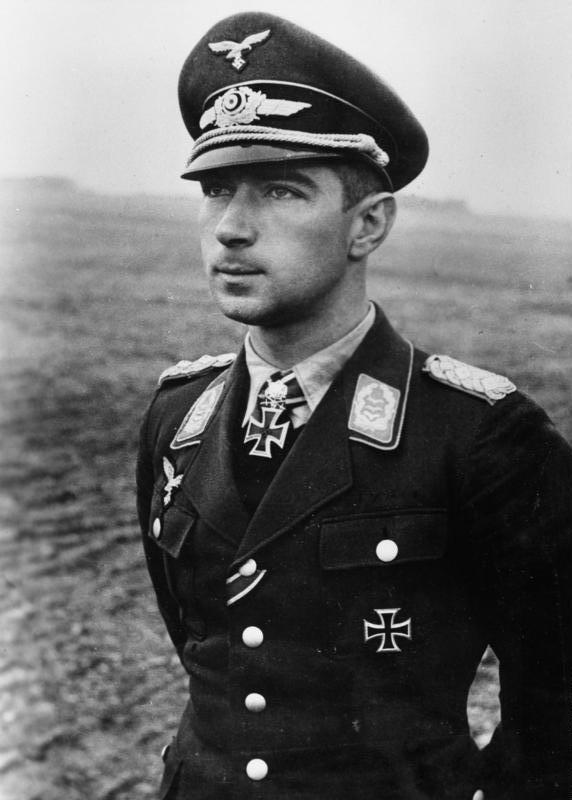
维尔纳·默尔德尔斯上校時期照片